# Giuseppe Maria Aldanesi
Giuseppe Maria Aldanesi (* 14. März 1838 in Corneto Tarquinia; † 14. Mai 1909) war ein italienischer Geistlicher und römisch-katholischer Bischof von Cagli e Pergola.
Aldanesi wurde am 21. September 1861 zum Priester geweiht.
Papst Leo XIII. ernannte ihn am 18. März 1895 zum Bischof von Cagli e Pergola. Am 24. März 1895 weihte Lucido Maria Parocchi, Kardinalbischof von Albano, ihn in der Kirche Santa Maria Annunziata a Tor de’ Specchi in Rom zum Bischof. Mitkonsekratoren waren Luigi Maria Canestrari, Weihbischof in Ostia-Velletri, und Angelo Rossi, Bischof von Tarquinia e Civitavecchia. Am 16. Mai 1906 nahm Papst Pius X. seinen Rücktritt an und ernannte ihn zum Titularbischof von Dionysiana.